# Paul Merson
Paul Charles Merson (Londra, 20 marzo 1968) è un ex calciatore e allenatore di calcio inglese, di ruolo centrocampista.

## Statistiche

### Cronologia presenze e reti in nazionale
| Cronologia completa delle presenze e delle reti in nazionale ― Inghilterra | Cronologia completa delle presenze e delle reti in nazionale ― Inghilterra | Cronologia completa delle presenze e delle reti in nazionale ― Inghilterra | Cronologia completa delle presenze e delle reti in nazionale ― Inghilterra | Cronologia completa delle presenze e delle reti in nazionale ― Inghilterra | Cronologia completa delle presenze e delle reti in nazionale ― Inghilterra | Cronologia completa delle presenze e delle reti in nazionale ― Inghilterra | Cronologia completa delle presenze e delle reti in nazionale ― Inghilterra |
| Data                                                                       | Città                                                                      | In casa                                                                    | Risultato                                                                  | Ospiti                                                                     | Competizione                                                               | Reti                                                                       | Note                                                                       |
| -------------------------------------------------------------------------- | -------------------------------------------------------------------------- | -------------------------------------------------------------------------- | -------------------------------------------------------------------------- | -------------------------------------------------------------------------- | -------------------------------------------------------------------------- | -------------------------------------------------------------------------- | -------------------------------------------------------------------------- |
| 11-9-1991                                                                  | Londra                                                                     | Inghilterra                                                                | 0 – 1                                                                      | Germania                                                                   | Amichevole                                                                 | -                                                                          | 67’                                                                        |
| 25-3-1992                                                                  | Praga                                                                      | Cecoslovacchia                                                             | 2 – 2                                                                      | Inghilterra                                                                | Amichevole                                                                 | 1                                                                          |                                                                            |
| 12-5-1992                                                                  | Budapest                                                                   | Ungheria                                                                   | 0 – 1                                                                      | Inghilterra                                                                | Amichevole                                                                 | -                                                                          | 46’                                                                        |
| 17-5-1992                                                                  | Londra                                                                     | Inghilterra                                                                | 1 – 1                                                                      | Brasile                                                                    | Amichevole                                                                 | -                                                                          | 72’                                                                        |
| 3-6-1992                                                                   | Helsinki                                                                   | Finlandia                                                                  | 1 – 2                                                                      | Inghilterra                                                                | Amichevole                                                                 | -                                                                          | 67’                                                                        |
| 11-6-1992                                                                  | Malmö                                                                      | Danimarca                                                                  | 0 – 0                                                                      | Inghilterra                                                                | Euro 1992 - 1º turno                                                       | -                                                                          | 73’                                                                        |
| 17-6-1992                                                                  | Solna                                                                      | Svezia                                                                     | 2 – 1                                                                      | Inghilterra                                                                | Euro 1992 - 1º turno                                                       | -                                                                          | 73’                                                                        |
| 9-9-1992                                                                   | Santander                                                                  | Spagna                                                                     | 1 – 0                                                                      | Inghilterra                                                                | Amichevole                                                                 | -                                                                          | 78’                                                                        |
| 14-10-1992                                                                 | Londra                                                                     | Inghilterra                                                                | 1 – 1                                                                      | Norvegia                                                                   | Qual. Mondiali 1994                                                        | -                                                                          | 69’                                                                        |
| 28-4-1993                                                                  | Londra                                                                     | Inghilterra                                                                | 2 – 2                                                                      | Paesi Bassi                                                                | Qual. Mondiali 1994                                                        | -                                                                          | 46’                                                                        |
| 13-6-1993                                                                  | Washington                                                                 | Brasile                                                                    | 1 – 1                                                                      | Inghilterra                                                                | Amichevole                                                                 | -                                                                          | 83’                                                                        |
| 19-6-1993                                                                  | Pontiac                                                                    | Inghilterra                                                                | 1 – 2                                                                      | Germania                                                                   | Amichevole                                                                 | -                                                                          |                                                                            |
| 13-10-1993                                                                 | Rotterdam                                                                  | Paesi Bassi                                                                | 2 – 0                                                                      | Inghilterra                                                                | Qual. Mondiali 1994                                                        | -                                                                          | 71’                                                                        |
| 17-5-1994                                                                  | Londra                                                                     | Inghilterra                                                                | 5 – 0                                                                      | Grecia                                                                     | Amichevole                                                                 | -                                                                          |                                                                            |
| 12-2-1997                                                                  | Londra                                                                     | Inghilterra                                                                | 0 – 1                                                                      | Italia                                                                     | Qual. Mondiali 1998                                                        | -                                                                          | 76’                                                                        |
| 25-3-1998                                                                  | Berna                                                                      | Svizzera                                                                   | 1 – 1                                                                      | Inghilterra                                                                | Amichevole                                                                 | 1                                                                          | 81’                                                                        |
| 22-4-1998                                                                  | Londra                                                                     | Inghilterra                                                                | 3 – 0                                                                      | Portogallo                                                                 | Amichevole                                                                 | -                                                                          |                                                                            |
| 27-5-1998                                                                  | Casablanca                                                                 | Marocco                                                                    | 0 – 1                                                                      | Inghilterra                                                                | Amichevole                                                                 | -                                                                          |                                                                            |
| 30-6-1998                                                                  | Saint-Étienne                                                              | Argentina                                                                  | 2 – 2 dts (6 – 5 dtr)                                                      | Inghilterra                                                                | Mondiali 1998 - Ottavi di finale                                           | -                                                                          | 78’                                                                        |
| 5-9-1998                                                                   | Solna                                                                      | Svezia                                                                     | 2 – 1                                                                      | Inghilterra                                                                | Qual. Euro 2000                                                            | -                                                                          | 78’                                                                        |
| 18-11-1998                                                                 | Londra                                                                     | Inghilterra                                                                | 2 – 0                                                                      | Rep. Ceca                                                                  | Amichevole                                                                 | 1                                                                          | 76’                                                                        |
| Totale                                                                     |                                                                            | Presenze                                                                   | 21                                                                         |                                                                            | Reti                                                                       | 3                                                                          |                                                                            |

## Palmarès

### Giocatore

#### Club

##### Competizioni nazionali
- Campionato inglese: 2

Arsenal: 1988-1989, 1990-1991
- Mercantile Credit Centenary Trophy: 1

Arsenal: 1989
- Charity Shield: 1

Arsenal: 1991
- Coppa di Lega inglese: 1

Arsenal: 1992-1993
- Coppa d'Inghilterra: 1

Arsenal: 1992-1993

##### Competizioni internazionali
- Coppa delle Coppe: 1

Arsenal: 1993-1994
- Coppa Intertoto UEFA: 1

Aston Villa: 2001

### Individuale
- Giovane dell'anno della PFA: 1

1988-1989
- FA Premier League Player of the Month: 1

1999-2000 - Gennaio